# 玛丽亚娜·别祖格拉娅
玛丽亚娜·弗拉基米罗芙娜·别祖格拉娅（羅馬化：Mariana Volodymyrivna Bezuhla；1988年5月17日—），乌克兰政治人物，乌克兰最高拉达议员。
2019年11月10日，别祖格拉娅加入人民公仆党，并于当年的议会选举中当选为乌克兰最高拉达议员。2024年7月17日，她因不认同人民公仆党部分党员的观点和工作方式而离开该党。